# Manuel de Solà-Morales i Rubió
Manuel de Solà-Morales i Rubió (Vitoria, 8 de enero de 1939 - Barcelona, 27 de febrero de 2012) fue un arquitecto y urbanista español, catedrático de urbanismo de la Escuela Técnica Superior de Arquitectura de Barcelona y fundador de la Sociedad Catalana de Ordenación del Territorio, adscrita al Instituto de Estudios Catalanes. Ganador del Premio Nacional de Urbanismo (1983) y Gran Prix de Urbanismo Europa (2000), en 2009 recibió la Cruz de San Jorge.

## Biografía
Nacido en la ciudad vasca de Vitoria el 8 de enero de 1939, fue hijo del  arquitecto de Olot Manuel de Solà-Morales i de Rosselló, nieto del arquitecto de Reus Joan Rubió i Bellver, así como hermano mayor del también arquitecto Ignasi de Solà-Morales y Rubió, y tío de Clara de Solà-Morales. Doctorado como arquitecto por la Escuela de Arquitectura de Barcelona, fue discípulo de Ludovico Quaroni en Roma y de Josep Lluís Sert en Harvard. Licenciado en Ciencias económicas por la Universidad de Barcelona y máster en City Planning por la Universidad de Harvard.
Profesor y catedrático de urbanismo de la Escuela Técnica Superior de Arquitectura de Barcelona (ETSAB - Universidad Politécnica de Cataluña, la UPC). Fundador y director desde 1968 del Laboratorio de Urbanismo de Barcelona. Director de la Escuela Técnica Superior de Arquitectura de Barcelona desde 1994 a 1998. Impartió cursos en las universidades de Cambridge, Harvard y NYU (Estados Unidos), Lisboa, Nápoles, Santiago de Chile, Universidad Técnica de Delft, Universidad Politécnica de Venecia, Metropolitana de México, Nacional de Caracas y Porto Alegre, así como conferencias y debates en muchas otras ocasiones internacionales. Fue fellow de la Universidad de Cambridge (1984), miembro de la Academie Française de l'Architecture (2003) y doctor honoris causa por la Universidad de Lovaina (2004).
En 1979 fue miembro fundador y primer presidente de la Societat Catalana d'Ordenació del Territori (SCOT), entidad vinculada al Instituto de Estudios Catalanes.
Ha sido editor de la colección “Materiales de la ciudad” y “Ciencia Urbanística” de la editorial Gustavo Gili, fundador y redactor de ”Arquitecturas Bis” y de “UR-Urbanismo revista”, publicación del Laboratorio de urbanismo. Ha sido colaborador habitual de publicaciones de arquitectura nacionales e internacionales “Lotus”, “Casabella”, “Perspecta”, “Archis”,”Daidalos” y “Quaderns d'Arquitectura i Urbanisme”. También ha publicado un centenar de artículos en diversas revistas y libros colectivos.
La personalidad disciplinar de Manuel de Solà-Morales fue marcada por el hecho de combinar estrechamente actividad teórica y docente con la experiencia profesional. Como teórico, fue maestro de diferentes generaciones, iniciando desde los años 70 la reflexión sobre Ildefonso Cerdá y el Ensanche de Barcelona, y sobre morfología urbana en general. 
Luchó por la identificación sin fractura teórica entre Arquitectura y Urbanismo, que ha resumido en sus cursos como “urbanismo para arquitectos”. El primer máster de la UPC “Proyectar la periferia” en el CCCB (1990-1994) destaca la atención a las periferias urbanas y los temas del espacio público que serán en adelante preeminentes parar el autor. La atención al concepto y la práctica del “Proyecto Urbano”, ha centrado desde los años 80 una postura de rechazo de los reduccionismos del urbanismo funcional y/o administrativo, y así lo demostró en su práctica.
Fue coordinador, junto al urbanista Joan Antoni Solans, de la Revisión del Plan Comarcal de Barcelona, en la base del nuevo Plan General Metropolitano (1976).
Después del cambio democrático en los Ayuntamientos, redactó algunos Planes Generales de ciudades medias (Tolosa en Guipúzcoa, Manlleu en Barcelona, Bañolas en Gerona, etc). Fue asesor además de los Planes Generales de Málaga, Aranjuez (centro histórico), La Coruña, Las Palmas, Madrid, San Sebastián (centro histórico). Además, dirigió la redacción del Plan General de Tarrasa(Premio Catalunya de Urbanismo 2004).
Con el estudio profesional en Barcelona, fue autor de múltiples proyectos urbanos, destacó especialmente en la transformación del Moll de la Fusta (Muelle de la Madera) del puerto de Barcelona (1981-84) por su influencia en la transformación del frente marítimo y apertura de la ciudad histórica de Barcelona al mar. Los trabajos en torno al Port Vell de Barcelona fueron precedidos por el Plan Especial de la Barceloneta (Premi Nacional de Urbanisme 1983) y otros estudios colaterales (Ordenación del "Paso Bajo Muralla", (1987), del Pla de Palau (plaza de Palacio) (1990) y proyecto de Hotel "Pla de Palau" (1989-1990)).
Proyectos Urbanos realizados han sido la intervención en el Puerto de Amberes “De Eijlande” (1990-93), el Puerto Urbano de Badalona (1988-1994), el espacio de cruce de canales “Winschoterkade” en Groningen (1995), la renovación del espacio portuario y base de Submarinos de Saint-Nazaire “Ville-Port” (1996-2002), el Frente Marítimo de Porto “Passeio Atlántico” (1998-2002), la reordenación y urbanitación del “Vapor Gran” en Tarrasa (2002-2007), la plaza de la Estación y estación intermodal de Lovaina “Stationsplein” (1998-2004), la transformación urbanística de los Cuarteles de Sant Andreu, Barcelona (2006-2011), el nuevo barrio de Torresana, en Tarrasa (2006-2011), el paseo marítimo de La Haya, “Scheveninguen”(2006-2012), el nuevo centro intermodal del centro de Amberes “Operaplein” (2004-2011).
Entre los proyectos de edificación destacan la Casa Muntaner-Avenir de Barcelona (coautor con su padre), el diseño de L'illa Diagonal (1986-1993), en coautoría con Rafael Moneo, (premio FAD, 1994) y el diseño del barrio de la Sang de Alcoy (1989-1997) con el arquitecto Vicens Vidal (premio IBER-FAD el 1999), la estación de autobuses de Lovaina (2002) y el edificio Transparente en Oporto (2002).
Otros proyectos urbanos de interés son el plan estratégico para el frente marítimo de Salónica (1998) en Grecia, la renovación de los “cantieri navali” del puerto de Génova (1998) en Italia, el Plan de Espacios Públicos de Almere (1998), la renovación del “Porto Vecchio” de Trieste (1998-1999), el proyecto para el sector central del distrito 22@ del Poblenou barcelonés (2001), el masterplan “Rijnboog Project” del centro urbano de Arnhem (2001-2005), y la transformación estratégica del Barrio del Carme en Reus (2002-2009).
En 2004 dirigió una gran exposición teórica “Ciutats, Cantonades” en el Forum 2004 de Barcelona. También fue diseñador y productor de "URBATAS" (1994).
Falleció el 27 de febrero de 2012 en Barcelona.

## Premios y reconocimientos
- Premio Nacional de Urbanisme (1983)
- Premio Ciudad de Barcelona (1986)
- Premio Biennal de Arquitectura Española (1994)
- Premio FAD (1994)
- Premio IberFAD (1999)
- Gran Prix de Urbanismo Europa (2000)
- Premio Narcís Monturiol (2000)
- Premio Cataluña de urbanismo (2004)
- Premio Rey Jaume I de urbanismo, paisaje y sostenibilidad, de la Generalidad Valenciana (2008)
- Premio Creu de Sant Jordi, de la Generalidad de Cataluña (2009)

## Publicaciones como autor y editor
- Cerdà-Eixample, Ediciones UPC, Barcelona, 2010
- Prat Nord, Ediciones de Cantonada, Barcelona, 2009
- Urbanitat Capil.lar, (editor) Ed. Lunwerg, Barcelona, 2009
- A Matter of Things..., Ed. Nai Publishers, Róterdam, 2008 / De cosas urbanas, ed. Gustavo Gili, Barcelona, 2008
- Deu lliçons sobre Barcelona. Ten Lessons on Barcelona, COAC, Barcelona, 2008
- Joan Rubió i Bellver: arquitecte modernista, (editor) COAC, Barcelona, 2007
- Ciutats, Cantonades. Cities, Corners, (editor) Lundweg, Barcelona, 2004
- Les formes de creixement urbà, Ediciones UPC, Barcelona, 1993
- Barcelona: remodelación capitalista o desarrollo urbano en el sector de la Ribera Oriental, Ed. Gustavo Gili, Barcelona, 1974

## Monografías
- Manuel de Solà: Progettare Città / Designing cities, Lotus Quaderni 23, Electa, Milano 1999
- Manuel de Sola, Proyectos Urbanos 1986-1991. Geometría 14, Málaga 1991
- Passei Atlantico, Gabinete Coordinador Programa Polis Lisboa Març 2002.
- Moll de la Fusta, Fundación Manieri, Venecia, Phalaris nº4 1987

## Proyectos urbanos destacados
- Plaza de la Marina, Málaga (1983-1989) Espacio público y aparcamiento en la fachada marítima de Málaga
- L'illa Diagonal, (con Rafael Moneo), Barcelona 1986-1993 Complejo mixto de oficinas, comercial y hotel en la Avenida Diagonal de Barcelona
- Moll de la Fusta (Muelle de la Madera), Barcelona (1981-1984) Transformación del frente marítimo entorno al Port Vell de Barcelona
- Barrio de la Sang, Alcoy (1989-1997) Renovación urbana del Barrio de la Sang, Alcoy
- De Eijlande, Amberes (1990) Operaciones estratégicas en el puerto de Amberes
- Winschoterkade, Groningen (1995) Espacio público en cruce canales de Winschoterkade
- Ville-Port, Saint-Nazaire (Loira Atlántico) (1996) Transformación de la Base de Submarinos de Saint Nazaire y del entorno portuario
- Passeio Atlantico, Oporto (2000) Nuevo viaducto, edificio transparente y paseo marítimo en límite urbano entre Oporto y Matosinhos
- Rijnboog Project, Arnhem (2001-2007) Masterplan por la renovación del centro urbano de Arnhem
- Stationsplein Leuven, Lovaina (1998-2002) Plaza de la estación, estación intermodal de autobuses, aparcamiento soterrado y túneles viarios en Lovaina
- Casernes de Sant Andreu, Barcelona (2006-2011) Transformación urbanística de los antiguos cuarteles de Sant Andreu
- Torresana, Tarrasa (2006-2011) Nuevo barrio en el límite urbano de Terrassa
- Barri del Carme, Reus (2002-2011) Proyecto de renovación estratégica del Barrio del Carme de Reus
- Operaplein, Amberes (2004-2018) Renovación del entorno de la ópera (espacio público, túneles viarios, aparcamiento soterrado y estaciones de metro) en el centro de Amberes